# Георгий (Гонгадзе)
Митрополи́т Гео́ргий (груз. მიტროპოლიტი გიორგი, в миру Гео́ргий Не́сторович Гонга́дзе, груз. გიორგი ნესტორის ძე ღონღაძე; 7 июля 1894, деревня Чрдили, Шорапанский уезд, Кутаисская губерния — 22 июня 1982) — епископ Грузинской православной церкви, митрополит Цилканский.

## Биография
В 1908 году окончил школу в Тбилиси. С 1908 по 1913 год работал телеграфистом на железной дороге в Гяндже.
В 1913 году прошёл курсы псаломщиков в Гелатском монастыре, а затем перешёл в Преображенский монастырь в Тбилиси. В 1914 году епископ Горийский Антоний (Гиоргадзе) направил его псаломщиком в приход села Гремисхеви Душетского уезда.
В 1914—1917 годы на действительной военной службе, участвовал в Первой мировой войне.
После демобилизации Католикосом-Патриархом Грузии Кирионом II был рукоположён в сан диакона и направлен служить в село Атоци Горийского уезда, где он служил до 1923 года.
В 1923 году с началом антирелигиозной истерии в стране оставил церковное служение. С 1924 по 1949 год работал в Закавказской железнодорожной дороге.
В 1949 году написал прошение Католикосу-Патриарху всей Грузии Каллистрату о восстановлении в священнослужении. Католикос-Патриарх Каллистрат удовлетворил прошение рукоположил во его в сан священника и назначил его настоятелем Георгиевской церкви  в селе Ацкури близ Телави. В 1952—1954 годы служил в сёлах Алвании и Пшавии. В 1955 Католикос-Патриарх Мелхиседек III перевёл его в Дидубийскую церковь в Тбилиси и возвёл в сан протоиерея
13 января 1974 года был рукоположён в сан епископа Манглисского. Хиротонию совершили: Католикос-Патриарх Давид V, митрополит Илия (Шиолашвили), митрополит Роман (Петриашвили) и митрополит Зиновий (Мажуга).
11 июня 1976 года награждён правом ношения креста на кулкул-барткули (монашеский головной убор типа длинного капюшона).
В последовавшем после смерти 9 ноября 1977 года Католикоса-Патриарха Давида V противостоянии сторонников и противников избрания митрополита Илии (Шиолашвили) на патриарший престол, последовательно поддерживал последнего. 25 декабря 1977 года во время интронизации в Мцхетском патриаршем храме Светицховели вместе с епископом Алавердским Григорием (Церцвадзе) вручил новому католикосу-патриарху крест, панагии и древнюю митру грузинских патриархов.
4 января 1978 года новый Католикос-Патриарх Илия II возвёл его в сан митрополита.
1 октября 1980 года назначен митрополитом Цилканским, но так как в Цилканской епархии в то время не было действующих храмов, то он с разрешения Католикоса-Патриарха служил в Дидубской церкви в Тбилиси.
15 октября 1980 года награждён бриллиантовым крестом на скуфью, орденом святого Георгия и орденом святой Нино.
Скончался 22 июня 1982 в возрасте 87 лет